# Strażnica WOP Podczerwone
Strażnica Wojsk Ochrony Pogranicza Chochołów/Podczerwone – zlikwidowany pododdział graniczny Wojsk Ochrony Pogranicza pełniący służbę graniczną na granicy polsko-czechosłowackiej.

Strażnica Straży Granicznej w Podczerwonem – zlikwidowana graniczna jednostka organizacyjna Straży Granicznej realizująca zadania bezpośrednio w ochronie granicy państwowej z Czechosłowacją/Republiką Słowacką.

## Formowanie i zmiany organizacyjne
Strażnica została sformowana w 1945 w strukturze 42 komendy odcinka jako 190 strażnica WOP (Chochołów) o stanie 56 żołnierzy. Kierownictwo strażnicy stanowili: komendant strażnicy, zastępca komendanta do spraw polityczno-wychowawczych i zastępca do spraw zwiadu. Strażnica składała się z dwóch drużyn strzeleckich, drużyny fizylierów, drużyny łączności i gospodarczej. Etat przewidywał także instruktora do tresury psów służbowych oraz instruktora sanitarnego.
W związku z reorganizacją oddziałów WOP 24 kwietnia 1948, strażnica OP została włączona w struktury 55 batalionu Ochrony Pogranicza, a 1 stycznia 1951 33 batalionu WOP w Czarnym Dunajcu.
Od 15 marca 1954 wprowadzono nową numerację strażnic, Strażnica WOP Podczerwone I kategorii otrzymała nr 195 w skali kraju.
W 1956 rozpoczęto numerowanie strażnic na poziomie brygady. Strażnica I kategorii Podczerwone miała nr 9 w 3 Brygadzie Wojsk Ochrony Pogranicza.
33 batalion WOP w Czarnym Dunajcu został rozformowany w 1957. Strażnice rozformowanego batalionu włączono w struktury 32 batalionu WOP Nowym Targu w tym Strażnicę WOP Podczerwone kategorii I .
1 stycznia 1960 była jako 13 strażnica WOP Podczerwone kategorii II w strukturach 32 batalionu WOP w Nowym Targu.
1 stycznia 1964 8 strażnica WOP Podczerwone miała status strażnicy lądowej II kategorii w strukturach 32 batalionu WOP Nowym Targu.
1 czerwca 1976, w związku z przejściem na dwuszczeblowy system dowodzenia, rozwiązano 32 Batalion WOP w Nowym Targu. W jego miejsce zorganizowano placówkę zwiadu i kompanię odwodową, a podległe strażnice zostały włączone bezpośrednio pod sztab 3 Karpackiej Brygady WOP w Nowym Sączu, w tym Strażnica WOP Podczerwone.
W lipcu 1983 w strukturach Karpackiej Brygady WOP odtworzono bataliony graniczne WOP: w Sanoku i Nowym Targu, a w strukturach tego drugiego funkcjonowała Strażnica WOP Podczerwone.
W 1990 Strażnica WOP Podczerwone była w strukturach Karpackiej Brygady WOP w Nowym Sączu.
Straż Graniczna:
16 maja 1991 strażnica w Podczerwonem przejęta została przez Karpacki Oddział Straży Granicznej w Nowym Sączu i przyjęła nazwę Strażnica Straży Granicznej w Podczerwonem (Strażnica SG w Podczerwonem).
Po przystąpieniu Polski do Unii Europejskiej 1 maja 2004, kontynuowana była reorganizacja Karpackiego Oddziału SG, polegająca na zniesieniu strażnic SG w: Podczerwonem, Kacwinie, Tyliczu i Rycerce Górnej.

## Ochrona granicy

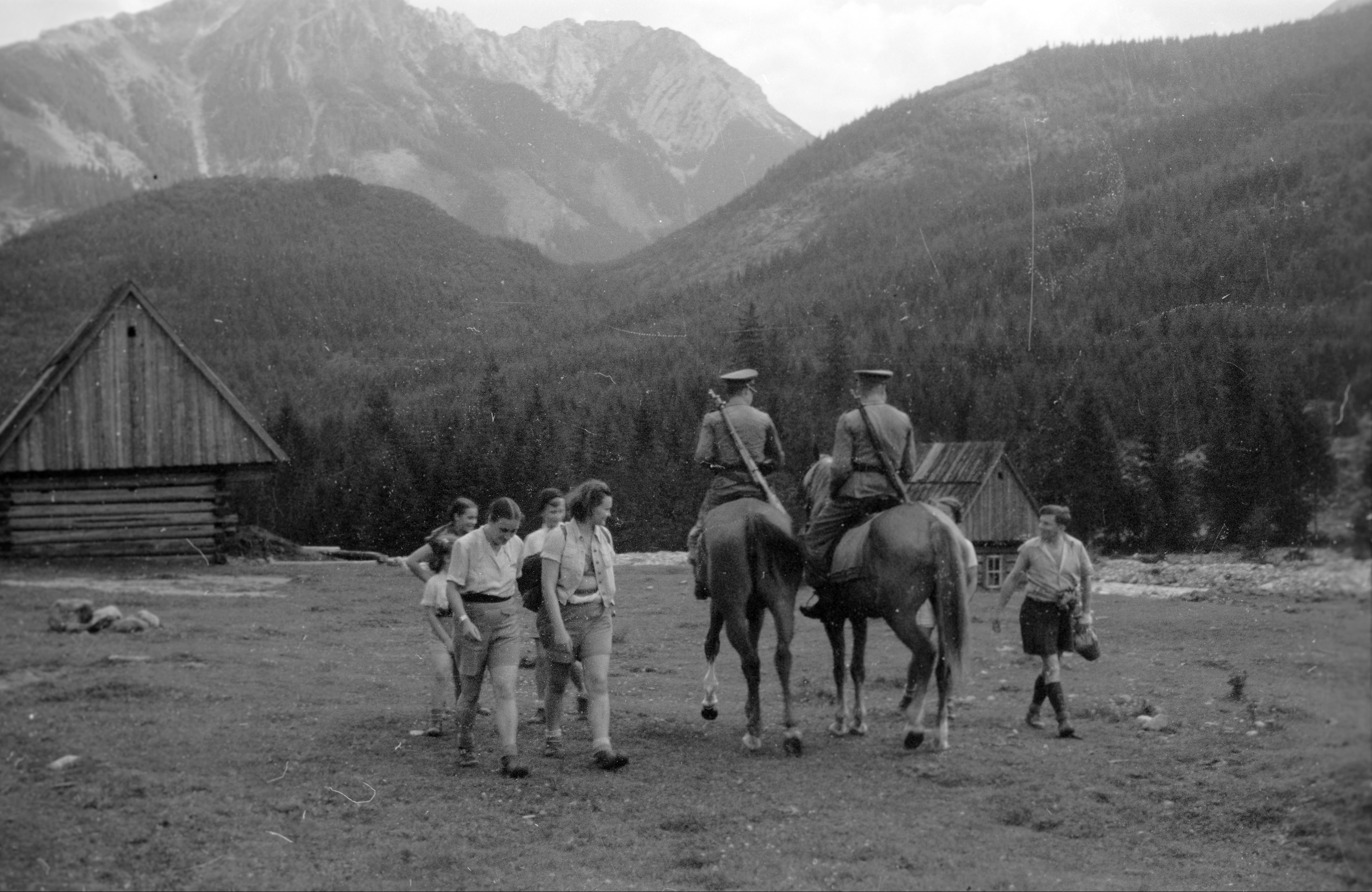
Turyści na szlaku w Dolinie Chochołowskiej i dwaj żołnierze Wojsk Ochrony Pogranicza jadący konno. Na horyzoncie z lewej Kominiarski Wierch (1950–1955)

W 1960 13 strażnica WOP Podczerwone kategorii II ochraniała odcinek granicy państwowej wyłącznie do znaku granicznego nr III/14.
W 1956 na ochranianym odcinku przez 9 strażnicę WOP Podczerwone funkcjonowały punkty kontroli ruchu turystycznego, w których kontrolę graniczną i celną osób, towarów oraz środków transportu wykonywała załoga strażnicy:
- PKRT Podczerwone
- PKRT Chochołów.

1 stycznia 1960 na ochranianym odcinku przez 8 strażnicę WOP lądową II kat. II Podczerwone funkcjonowały punkty kontroli małego ruchu turystycznego i granicznego, w których kontrolę graniczną i celną osób, towarów oraz środków transportu wykonywała załoga strażnicy:
- PK MRG Podczerwone
- PK MRT Chochołów kat. I.

W ochronie granicy dowódcy strażnicy ściśle współpracowali ze swoimi odpowiednikami tj. naczelnikami placówek OSH (Ochrana Statnich Hranic) CSRS.

## Strażnice sąsiednie
- 189 strażnica WOP Rostki/Kiry ⇔ 191 strażnica WOP Chyżne – 1946
- 190 strażnica OP Witów ⇔ 191 strażnica OP Chyżne – 1949
- 194 strażnica WOP Witów ⇔ 196 strażnica WOP Chyżne – 15.03.1954
- 8 strażnica WOP Witów ⇔ 10 strażnica WOP Chyżne – 1956
- Strażnica WOP Witów ⇔ Strażnica WOP Chyżne – 1957
- 14 strażnica WOP Witów kat. IV ⇔ 12 strażnica WOP Chyżne kat. III – 1.01.1960
- 9 placówka WOP Witów kat. II ⇔ 7 strażnica WOP Chyżne lądowa kat. IV – 1.01.1964
- Strażnica WOP Witów ⇔ Strażnica WOP Chyżne – 1990[13]

Straż Graniczna:
- Strażnica SG w Witowie ⇔ Strażnica SG w Chyżnem – 16.05.1991[14]
- Strażnica SG w Zakopanem ⇔ Strażnica SG w Chyżnem – 1999[14]
- Strażnica SG w Zakopanem ⇔ GPK SG w Chyżnem – 2.01.2003[14].

## Komendanci/dowódcy strażnicy
- mjr Jan Jakubiak (do 1975)[16]
- kpt. Kotliński (do 1991)
- mjr Tadeusz Kraśnicki[17]

Komendanci strażnicy SG:
- mjr SG Tadeusz Kraśnicki[17].